# Aleksander Laak
Aleksander Laak (Pöide, 24 agosto 1907 – Winnipeg, 6 settembre 1960) è stato un militare estone e comandante del campo di concentramento di Jägala durante l'occupazione tedesca dell'Estonia.

## Biografia
Fu noto per aver organizzato diverse orge di ubriachi con le detenute costrette a partecipare e poi uccise.
Emigrò in Canada nel 1948, dopo la guerra. Nel 1960 fu implicato nei processi sull'Olocausto nell'Estonia sovietica e fu denunciato come cittadino canadese naturalizzato sotto il nome di Alex Laak dall'agenzia di stampa sovietica TASS e dai giornalisti canadesi.
Successivamente, dopo l'arresto di Jaan Viik e Ralf Gerrets (entrambi successivamente condannati per crimini contro l'umanità, condannati a morte e giustiziati nel 1961) per le uccisioni di massa degli europei dell'est per lo più ebrei durante l'occupazione nazista, ed essendo lui stesso identificato come un assassino, apparentemente si suicidò impiccandosi nel garage di casa sua all'età di 53 anni, il 6 settembre 1960. Prima della sua morte, Laak ammise di essere stato un collaboratore nazista e che non ebbe niente a che fare con le vicende del campo di Jägala.
È stato ipotizzato che Laak sia stato ucciso dai dei vigilanti. Il giornalista israeliano Michael Elkins afferma che Laak è stato effettivamente affrontato un giorno dopo che sua moglie era uscita di casa per andare al cinema, da una squadra di vendicatori ebrei che uccideva clandestinamente i nazisti. Secondo Elkins, si trovò di fronte alla punizione prevista e accettò l'offerta di suicidarsi piuttosto che di essere ucciso. Un'ulteriore indagine sulla morte fu ripetuta nel 1991. Gli amici di Laak dissero che si uccise per proteggere da eventuali rappresaglie i parenti in Canada e in Estonia.

## Responsabilità
Le stime per il numero di uccisi nel campo di concentramento di Jägala variano ampiamente. Gli investigatori sovietici giunsero alla conclusione che 2.000-3.000 persone furono uccise complessivamente a Jägala e Kalevi-Liiva, ma nel verdetto fu indicato il numero di 5.000 vittime, come determinato dalla Commissione Straordinaria di Stato nel 1944.
Nelle fonti moderne si arriva a 10.000 vittime. Alcuni commentatori, come Michael Elkins e Jonathan Freedland, hanno anche fornito cifre che vanno da 100.000 a 125.000, fino a 300.000 vittime (nel caso di Warren Kinsella), tuttavia, tali cifre contraddicono i risultati della commissione internazionale estone per le indagini sui crimini contro l'umanità e anche le stime di altri studiosi che collocano il numero totale a 8.500 vittime ebree in Estonia nel periodo 1941-1944.